# Nguyễn Bá Sơn
Nguyễn Bá Sơn (sinh ngày 20 tháng 4 năm 1963) là một chính trị gia người Việt Nam. Ông hiện là Ủy viên Ban Thường vụ Hội Luật gia Việt Nam, Chủ tịch Hội Luật gia thành phố Đà Nẵng.
Ông từng là đại biểu quốc hội Việt Nam khóa XIV nhiệm kì 2016-2021, thuộc đoàn đại biểu quốc hội thành phố Đà Nẵng, Ủy viên Ủy ban Tư pháp của Quốc hội, Phó Trưởng Đoàn chuyên trách Đoàn đại biểu Quốc hội thành phố Đà Nẵng. Ông đã trúng cử đại biểu quốc hội năm 2016 ở đơn vị bầu cử số 1, thành phố Đà Nẵng (gồm có Hải Châu, Thanh Khê, Cẩm Lệ) với tỉ lệ 69,78% số phiếu hợp lệ.

## Xuất thân
Nguyễn Bá Sơn sinh ngày 20 tháng 4 năm 1963 quê quán ở xã Hòa Châu, huyện Hòa Vang, TP Đà Nẵng. 
Ông hiện cư trú ở Tổ 22B, phường Hòa Thọ Tây, quận Cẩm Lệ, thành phố Đà Nẵng.

## Giáo dục
- Giáo dục phổ thông: 12/12
- Cử nhân Luật
- Cao cấp lí luận chính trị

## Sự nghiệp
- Ông gia nhập Đảng Cộng sản Việt Nam vào ngày 22/9/1994.
- Sau khi tốt nghiệp cử nhân luật, ông đã lần lượt trải qua các vị trí như kiểm sát viên, Phó viện trưởng Viện Kiểm sát quận Hải Châu (Đà Nẵng), chuyên viên, Trưởng phòng Văn phòng Thành ủy Đà Nẵng và Phó Giám đốc Sở Tư pháp TP.Đà Nẵng.[4]
- 2009.7~2015.4.15: ông giữ chức Giám đốc Sở Tư pháp Đà Nẵng[4][5]
- 2015.4.15~nay: ông được bổ nhiệm làm Chánh Thanh tra thành phố Đà Nẵng[4]
- Ông hiện là Thành ủy viên, Phó Trưởng Đoàn chuyên trách Đoàn đại biểu Quốc hội thành phố Đà Nẵng, Ủy viên Ban Thường vụ Hội Luật gia Việt Nam, Chủ tịch Hội Luật gia thành phố Đà Nẵng, Ủy viên Ủy ban Tư pháp của Quốc hội.

Là đại biểu chuyên trách: Địa phương
Ngày 19 tháng 11 năm 2021, Ban Thường vụ Thành ủy Đà Nẵng quyết định phân công ông Nguyễn Bá Sơn, Thành ủy viên, Phó Trưởng đoàn chuyên trách Đoàn Đại biểu Quốc hội thành phố đến nhận công tác tại Ban Tổ chức Thành ủy và bổ nhiệm giữ chức vụ Phó Trưởng ban Tổ chức Thành ủy Đà Nẵng, thời gian giữ chức vụ cho đến tuổi nghỉ hưu theo quy định.

## Đại biểu Quốc hội Việt Nam khóa 14 nhiệm kì 2016-2021
Sáng ngày 21 tháng 11 năm 2017, thảo luận luật Phòng, chống tham nhũng sửa đổi, ông cho rằng cần giao thẩm quyền cho cơ quan chức năng truy lùng đến cùng nguồn gốc các loại tài sản, và các đối tượng giải trình phải chứng minh nguồn gốc đó là hợp pháp, nếu không thì Nhà nước có thể tịch thu.